# سیارک ۱۸۱۸۰
سیارک ۱۸۱۸۰ (به انگلیسی: 18180 Irenesun، نامگذاری:2000QB30) هجده هزار و صد و هشتادمین سیارک کشف شده‌است که در ۲۵ اوت ۲۰۰۰ کشف شد.
قدر مطلق سیارک برابر ۱۵.۵ است.